# Medusamyces lunulosporus
Medusamyces lunulosporus är en svampart som beskrevs av G.L. Barron & Szijarto 1990. Medusamyces lunulosporus ingår i släktet Medusamyces, divisionen sporsäcksvampar och riket svampar.   Inga underarter finns listade i Catalogue of Life.